# Hühnerkrieg

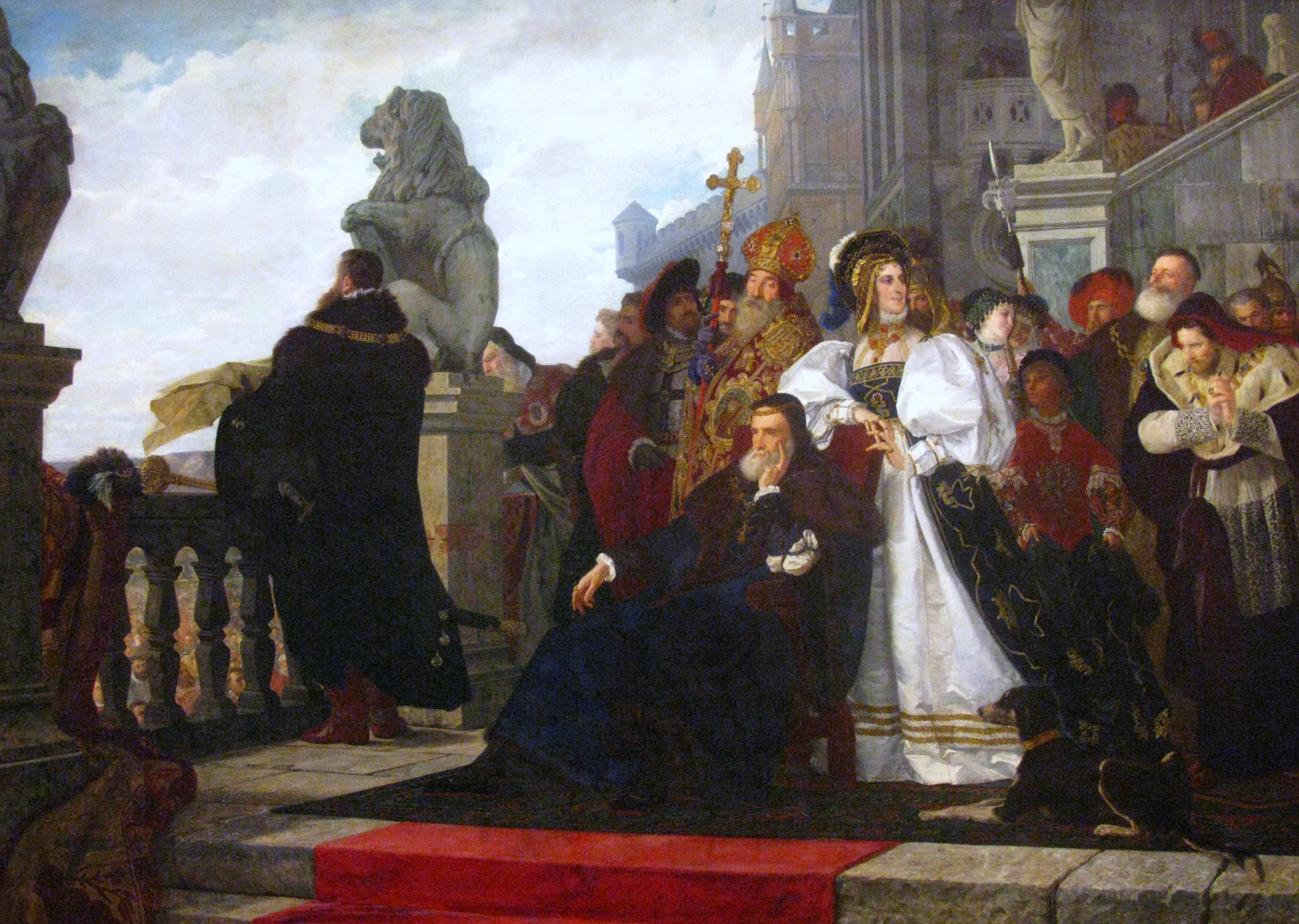
„Hühnerkrieg“, Gemälde von Henryk Rodakowski, 19. Jahrhundert

Der Hühnerkrieg (polnisch Wojna kokosza) bezeichnet eine anti-monarchistische und anti-absolutistische Rebellion (poln. rokosz) der polnischen Szlachta, also des mittleren und niederen Adels, mit Zentrum im heutigen Galizien. Der abwertende Name für den Krieg wurde den Magnaten zugeschrieben, dem höheren Adel, der größtenteils den König unterstützte und behauptete, die einzige Wirkung des „Krieges“ sei die Beinahe-Ausrottung der örtlich durch die Adligen requirierten Hühner während des „rokosz“ in Lemberg gewesen. Die Bezeichnung der Rebellion durch die Magnaten mit „kokosz“ (dt. Legehenne) mag von einem Wortspiel zwischen „rokosz“ und dem ähnlich klingenden „kokosz“ inspiriert sein.

## Verlauf
Zu Beginn seiner Herrschaft erbte König Sigismund I. der Ältere ein Königreich Polen mit einer jahrhundertelangen Tradition von Freiheiten des Adels, in zahllosen Privilegien bestätigt. Sigismund sah sich herausgefordert, die innere Macht gegenüber äußeren Bedrohungen des Landes zu konsolidieren. Unter seinem Vorgänger, Alexander I., war das Statut des „Nihil Novi“ (Nichts Neues) eingerichtet worden, das den Königen verbot, Gesetze ohne Zustimmung des Sejm, des polnischen Reichstages, zu erlassen. Dies erwies sich als lähmend in Sigismunds Verhandlungen mit der Szlachta und den Magnaten wie auch als ernste Bedrohung für die äußere Stabilität des Landes. Um seine Macht zu stärken, erließ Sigismund eine Reihe von Reformen, richtete 1527 eine Wehrpflichtarmee ein und dehnte den bürokratischen Apparat aus, um den Staat zu regieren und die Armee zu finanzieren. Unterstützt von seiner italienischen Gemahlin, der Königin Bona Sforza, begann er Land zur Ausweitung des königlichen Besitzes zu kaufen. Er begann auch einen Prozess der Restitution königlicher Güter, die zuvor verpfändet oder Angehörigen des Adels als Lehen gegeben worden waren.
1537 löste die Politik des Königs einen größeren Konflikt aus. Die Szlachta versammelte sich nahe Lemberg zu einer levée en masse und verlangte ein militärisches Einschreiten gegen das Fürstentum Moldau. Der kleine und mittlere Adel jedenfalls rief einen rokosz aus, eine halblegale Rebellion, um den König zur Aufgabe seiner Reformen zu veranlassen. Die Adligen präsentierten ihm 36 Forderungen, davon die bedeutendsten:
1. Beendigung weiteren Landerwerbs durch Bona Sforza
2. Befreiung der Szlachta vom Zehnten
3. Eher Bereinigung als Ausweitung des Staatsschatzes
4. Bestätigung und Ausweitung der Privilegien des Adels
5. Aufhebung des Zolls oder Befreiung des Adels davon
6. Annahme eines Gesetzes zur incompatibilitas – der Unvereinbarkeit bestimmter Ämter in einer Hand (z. B. dem des Starost mit dem des Woiwoden)
7. Verabschiedung eines Gesetzes, das nur die Angehörigen der örtlichen Szlachta für die Übernahme lokaler Ämter vorsah
8. Schaffung eines ständigen Beratergremiums für den König

Die Adligen kritisierten schließlich die Rolle der Königin Bona Sforza, die sie einer „schlechten Erziehung“ des jungen Prinzen Sigismund August beschuldigten (des zukünftigen Königs Sigismund II. August) wie auch des Versuchs, ihre Macht und ihren Einfluss im Staat auszuweiten.
Bald sickerte jedoch durch, dass die Führer der Szlachta unter sich zerstritten waren und eine Übereinkunft beinahe unmöglich war. Zu schwach für einen Bürgerkrieg gegen den König, willigten die Adligen in einen Kompromiss ein. Der König wies die meisten Forderungen zurück, akzeptierte allerdings das Prinzip der Incompatibilitas im folgenden Jahr und stimmte zu, die Wahl des zukünftigen Königs nicht mehr wie bei seinem Sohn 1529 Vivente Rege, also noch zu Lebzeiten des regierenden Königs, zuzulassen.
Daraufhin kehrte die Szlachta heim und hatte wenig erreicht.